# Luther Kent
Luther Kent, cuyo nombre verdadero es Kent Rowell, (Nueva Orleans, 23 de junio de 1948-Luisiana, 16 de agosto de 2024) fue un cantante estadounidense de blues. Fue conocido como líder de su propio grupo, Luther Kent & Trick Bag, que mezcla swing-blues con el típico r&b de Nueva Orleans.

## Historial
Con un estilo vocal muy influido por artistas como Bobby Bland, Etta James, o Ray Charles, comenzó a cantar profesionalmente cuando tenía 14 años y su primer disco fue publicado por el sello discográfico Montel Records.  En 1970, se convirtió en el cantante de una banda denominada Cold Grits, que fue contratado por la discográfica Ode Records, aunque sus grabaciones nunca llegaron a editarse. Kent se unió a Blood Sweat & Tears en 1974, tras la marcha de Jerry Fisher, y realizó varias giras con ellos sin llegar a grabar ningún disco, hasta que regresó David Clayton-Thomas. 
En 1977, Kent publicó su primer álbum como líder, World Class, en RCS Records, grabado en Boulder, Colorado, y en los Abbey Road Studios de Londres.  En 1978, Kent y el exdirector musical de Wayne Cochran, Charlie Brent, formaron Luther Kent & Trick Bag. La banda estuvo activa durante los años 1980 y 1990 y editaron tres álbumes a su nombre.
Kent grabó un disco de gospel en 1996 junto con John Lee & the Heralds of Christ. En el álbum también participaron Allen Toussaint y Pete Fountain.  Kent permaneció en Italia durante 2006, con el guitarrista local Robi Zonca y su banda. Esta experiencia quedó grabada en un CD, llamado Magic Box.
Aparte de su trabajo en solitario, Kent ha actuado también como cantante con la banda de jazz tradicional de Nueva Orleans, "The Dukes of Dixieland", apareciendo en varios de sus discos.

## Discografía
- 1977 World Class (Record Company of the South)
- 1987 Luther Kent & Trick Bag / It's in the Bag (Renegade)
- Luther Kent & Trick Bag / Good News Blues (Renegade)
- 1996 Luther Kent with John Lee & The Heralds of Christ / Gospel & Holiday Spirituals (Renegade)
- 1997 Luther Kent & Trick Bag / Live (Renegade)
- 1999 Down in New Orleans (Louisiana Red Hot)
- 2008 The Bobby Bland Songbook (Vetter Communications)